# Túnel de Fréjus
El túnel de Fréjus, o túnel del Fréjus (en francés: Tunnel du Fréjus), es un túnel de carretera que une Francia e Italia, bajo la montaña de Fréjus, entre Modane y Bardonecchia. Es una de las mayores rutas de transporte transalpino entre Francia e Italia, siendo usada por 80% del tráfico comercial por carretera.
Cuenta con una longitud de 12 895 metros y está en servicio desde el 12 de julio de 1980; aunque su construcción comenzó en 1974. Costó dos mil millones de francos (equivalente a €700 millones en 2005).  Ocupa le puesto número 13 entre los túneles más largos del mundo.
La sección francesa es manejada por la empresa francesa SFTRF, mientras que la sección italiana es manejada por la empresa italiana SITAF. Del lado italiano, se accede al túnel por el autopista A32 entre Turín y Bardonecchia, o por la SS335 desde Oulx , la cual se une a la SS24 ("del Monginevro") y llega a Bardonecchia después de 20 km. Del lado francés, se accede al túnel por el autopista A43 ("l'Autoroute de la Maurienne") desde Lyon y Chambéry.
Paralelo a él, hay otro túnel ferroviario, muy anterior.

## Seguridad
Tras el accidente del Túnel del Mont Blanc en 1999, la seguridad se ha visto fuertemente revisada desde comienzos de 2000. Se impuso un límite de velocidad de 70km/h y una distancia de seguridad entre vehículos de 150 m. El túnel fue equipado con los más recientes detectores de humo y llamas, un sistema de videocámaras para detectar la velocidad de los vehículos, pero también humo y llamas. Sensores de temperatura fueron instalados a lo largo del túnel a distancias cortas, monitoreados por el puesto de control central. Hay 11 puntos de seguridad en el túnel, equipados con teléfonos y altoparlantes conectados al puesto de control, con conductos de ventilación separados para proveer aire fresco. Están separados del túnel principal por dos puertas cortafuego; la puerta exterior se cierra automáticamente cuando la temperatura en el túnel alcanza un cierto nivel. Finalmente, hay un sistema de "puerta térmicas" en cada entrada para identificar vehículos que sobrecalientan.
A pesar de estas medidas, se produjeron nuevos incendios el 4 de junio de 2005, el 9 de enero de 2007, el 29 de noviembre de 2010 y el 10 de abril de 2014.